# Burg Gleichenstein (Sachsen)
Die Burg Gleichenstein ist eine abgegangene Höhenburg auf dem „Jacobstein“ (auch: Jakobstein), einem vorgelagerten Plateau des Gleich(en)stein, unweit der Gemeinde Oberschöna im Landkreis Mittelsachsen in Sachsen.

## Lage
1,25 km nördlich von Wingendorf an der Spitze des nach Norden gerichteten Bergspornes Jakobstein (des Berges „Gleichstein“) zwischen der Striegis (gemeint ist die Große Striegis) und dem in diese von Süden einmündenden Gierenbach. Der Gleichstein mit Bergsporn Jakobstein liegt an einer Ost-Nord-Flusskurve der Großen Striegis südlich vor deren westlicher Seite zwischen den Wassermühlen Stephans Mühle (bei Wegefarth) und Talmühle (bei Bräunsdorf-Zechendorf). Etwas östlich quert die Wingendorfer Straße (von Bräunsdorf-Zechendorf nach Wingendorf) in Nord-Süd-Richtung das Tal der Großen Striegis und hier mündet von Süden der Kemnitzbach in die Große Striegis ein, der parallel zu dieser Straße verläuft. Nah westlich von Gleichstein und Jakobstein liegen die sogenannten Waldhäuser des Ortsteiles Riechberg-Siegfried.
1983 lag der Burgstall in der Flur von Wingendorf.

## Geschichtliches
Laut den Autoren Lauterbach und Wagner wurde bei Grabungen des Landesmuseums für Vorgeschichte Dresden im Jahr 1976 ein neun Meter breiter und vier Meter tiefer Graben freigelegt. Die dabei entdeckten Funde deuten auf einen Fachwerkbau, der bis ins 14. Jahrhundert existiert haben muss. Ob es sich um ein Vorwerk oder eine eigenständige Burg handelte, konnte jedoch nicht abschließend geklärt werden.
Laut Geupel gibt es keine urkundlichen Belege zu dieser Anlage. Die gemachten Funde wurden dem 14. Jahrhundert zugewiesen. Am 27. Juni 1972 wurde das Areal als Bodendenkmal unter Schutz gestellt.
Die Namen Gleichstein (Geupel) oder Gleichenstein sowie Jakobstein bezeichnen lediglich den Berg und den vorgelagerten Bergsporn Jakobstein.
Die Burgstelle ist faktisch namenlos. Das Bodendenkmal wurde unter dem Namen Jakobstein eingetragen.
Laut Billig und Buchner ist dem Burgplateau ein Abschnittsgraben vorgelagert. Bei den Ausgrabungen in der DDR-Zeit (vor 1979) wurde auch ein Sondierungsgraben angelegt. Man fand Scherben des 14. Jahrhunderts sowie eiserne Bolzenspitzen (Armbrustbolzen?) und "rotgebrannten verziegelten" Lehm. Daher geht man von Fachwerkbauten und dem Ende der Anlage durch einen Brand aus. Da urkundliche Nennungen zur Anlage fehlen, nennen diese Autoren einige Urkundenzitate die mutmaßlich im Kontext zu dieser Anlage stehen könnten. 1350 sind ein "allodium" sowie "in mineri Frankenstein" genannt. 1378 ist "Wenyngendorf" (= Wingendorf) genannt. Im Jahr 1551 ist ein Rittergut (in Oberschöna) belegt. Es soll also ein Bezug zu den Nachbarorten Oberschöna und Frankenstein mutmaßlich bestehen.
Nach Billig und Buchner stellt die Anlage eine typische Befestigung des 14. Jahrhunderts dar und wurde womöglich im Zusammenhang mit dem Schutz des lokalen hiesigen Bergbaues angelegt.
Das spätmittelalterliche kursächsische Kartenwerk "Ur-Oeder" (um 1500) benennt auf Blatt 141 "das holtz ufm Gleichstein".

## Anlage
Laut Geupels Beschreibung von 1983 hat die Anlage ein rundlich-ovales Kernwerk von 10 m Durchmesser. Im NO vernichtete ein Steinbruch Teile der Anlage. Dem Kernwerk ist im Südwesten ein Abschnittsgraben von 10 m Breite und 2 m Tiefe vorgelagert. Das Kernwerksplateau liegt 4 m über der Sohle des Abschnittsgrabens.

## Sage zur Burg auf dem Gleichenstein
Der Sage nach verfiel die Burg nach der Rückkehr des Ritters von Gleichenstein von einem Kreuzzug. Er traf seine Frau mit einem neuen Mann an, worauf es zu einem Kampf kam, in dessen Verlauf die Burg im Getümmel zusammenfiel. Die dabei verschütteten Schätze sollen heute noch unter der Burg ruhen, beschützt von einem goldenen Löwen, nur zur Sommersonnenwende, von einem Sonntagskind, zu heben.

## Der Gleichenstein
Der Gleichenstein (auf heutigen Wanderkarten auch Gleichstein) ist ein 373,3 Meter hoher Berg zwischen Wingendorf und Bräunsdorf im Tal der Großen Striegis im Landkreis Mittelsachsen. Geologisch ist er aus Gneis aufgebaut und heute vollständig bewaldet.